# Mycaranthes
Mycaranthes – rodzaj roślin z rodziny storczykowatych (Orchidaceae). Obejmuje 37 gatunków występujących w Azji Południowo-Wschodniej i Oceanii w takich krajach i regionach jak: Asam, Bangladesz, Borneo, Kambodża, Chiny, wschodnie Himalaje, Jawa, Laos, Małe Wyspy Sundajskie, Malezja Zachodnia, Mjanma, Nepal, Nowa Gwinea, Filipiny, Celebes, Sumatra, Tajlandia, Wietnam.

## Systematyka
Rodzaj sklasyfikowany do podplemienia Eriinae w plemieniu Podochileae, podrodzina epidendronowe (Epidendroideae), rodzina storczykowate (Orchidaceae), rząd szparagowce (Asparagales) w obrębie roślin jednoliściennych.
Wykaz gatunków
- Mycaranthes anceps (Leav.) Cootes & W.Suarez
- Mycaranthes angustifolia (Ridl.) Schuit., Y.P.Ng & H.A.Pedersen
- Mycaranthes brevicaulis (Seidenf.) Schuit., Y.P.Ng & H.A.Pedersen
- Mycaranthes candoonensis (Ames) Cootes & W.Suarez
- Mycaranthes citrina (Ridl.) Rauschert
- Mycaranthes clemensiae (Leav.) Cootes & W.Suarez
- Mycaranthes crucigera (Ridl.) Schuit., Y.P.Ng & H.A.Pedersen
- Mycaranthes davaensis (Ames) Cootes & W.Suarez
- Mycaranthes depauperata J.J.Wood
- Mycaranthes farinosa (Ames & C.Schweinf.) J.J.Wood
- Mycaranthes floribunda (D.Don) S.C.Chen & J.J.Wood
- Mycaranthes forbesiana (Kraenzl.) Rauschert
- Mycaranthes gigantea (Ames) Cootes & W.Suarez
- Mycaranthes hawkesii (A.H.Heller) Rauschert
- Mycaranthes lamellata (Ames) Cootes & W.Suarez
- Mycaranthes latifolia Blume
- Mycaranthes leonardoi Ferreras & W.Suarez
- Mycaranthes leucotricha (Schltr.) Rauschert
- Mycaranthes lobata Blume
- Mycaranthes longibracteata (Leav.) Cootes & W.Suarez
- Mycaranthes magnicallosa (Ames & C.Schweinf.) J.J.Wood
- Mycaranthes melaleuca (Ridl.) J.J.Wood
- Mycaranthes meliganensis J.J.Wood
- Mycaranthes mindanaensis (Ames) Cootes & W.Suarez
- Mycaranthes monostachya (Lindl.) Rauschert
- Mycaranthes nieuwenhuisii (J.J.Sm.) Rauschert
- Mycaranthes obliqua Lindl.
- Mycaranthes oblitterata Blume
- Mycaranthes padangensis (Schltr.) Brieger
- Mycaranthes rhinoceros (Ridl.) Rauschert
- Mycaranthes schistoloba (Schltr.) Rauschert
- Mycaranthes sonkaris (Rchb.f.) Rauschert
- Mycaranthes stenophylla (Schltr.) Rauschert
- Mycaranthes tjadasmalangensis (J.J.Sm.) Rauschert
- Mycaranthes tricuspidata (Rolfe) Rauschert
- Mycaranthes vanoverberghii (Ames) Cootes, D.P.Banks & W.Suarez
- Mycaranthes villosissima (Rolfe) Ormerod